# Список територіальних громад Закарпатської області
Це список територіальних громад Закарпатської області, створених в рамках адміністративно-територіальної реформи 2015-2020.
Зараз у перспективному плані області налічується 64 громади.

## Загальний перелік громад
| Громада                      | Категорія | Центр            |
| ---------------------------- | --------- | ---------------- |
| Батівська                    | селищна   | Батьово          |
| Великоберезька               | сільська  | Великі Береги    |
| Великобийганська             | сільська  | Велика Бийгань   |
| Косоньська                   | сільська  | Косонь           |
| Великоберезнянська           | селищна   | Великий Березний |
| Костринська                  | сільська  | Кострина         |
| Ставненська                  | сільська  | Ставне           |
| Вилоцька                     | селищна   | Вилок            |
| Виноградівська               | міська    | Виноградів       |
| Королівська                  | селищна   | Королево         |
| Пийтерфолвівська             | сільська  | Пийтерфолво      |
| Воловецька                   | селищна   | Воловець         |
| Жденіївська                  | селищна   | Жденієво         |
| Нижньоворітська              | сільська  | Нижні Ворота     |
| Білківська                   | сільська  | Білки            |
| Довжанська                   | сільська  | Довге            |
| Зарічанська                  | сільська  | Заріччя          |
| Іршавська                    | міська    | Іршава           |
| Кам'янська                   | сільська  | Кам'янське       |
| Колочавська                  | сільська  | Колочава         |
| Міжгірська                   | селищна   | Міжгір'я         |
| Пилипецька                   | сільська  | Пилипець         |
| Синевирська                  | сільська  | Синевир          |
| Великолучківська             | сільська  | Великі Лучки     |
| Верхньокоропецька            | сільська  | Верхній Коропець |
| Горондівська                 | сільська  | Горонда          |
| Івановецька                  | сільська  | Іванівці         |
| Кольчинська                  | селищна   | Кольчино         |
| Чинадіївська                 | селищна   | Чинадійово       |
| Дубриницько-Малоберезнянська | сільська  | Дубриничі        |
| Перечинська                  | міська    | Перечин          |
| Тур'є-Реметівська            | сільська  | Тур'ї Ремети     |
| Богданська                   | сільська  | Богдан           |
| Великобичківська             | селищна   | Великий Бичків   |
| Рахівська                    | міська    | Рахів            |
| Ясінянська                   | селищна   | Ясіня            |
| Керецьківська                | сільська  | Керецьки         |
| Неліпинська                  | сільська  | Неліпино         |
| Полянська                    | сільська  | Поляна           |
| Свалявська                   | міська    | Свалява          |
| Бедевлянська                 | сільська  | Бедевля          |
| Буштинська                   | селищна   | Буштино          |
| Вільховецька                 | сільська  | Вільхівці        |
| Дубівська                    | селищна   | Дубове           |
| Нересницька                  | сільська  | Нересниця        |
| Солотвинська                 | селищна   | Солотвино        |
| Тересвянська                 | селищна   | Тересва          |
| Тячівська                    | міська    | Тячів            |
| Углянська                    | сільська  | Угля             |
| Усть-Чорнянська              | селищна   | Усть-Чорна       |
| Баранинська                  | сільська  | Баранинці        |
| Великодобронська             | сільська  | Велика Добронь   |
| Оноківська                   | сільська  | Оноківці         |
| Середнянська                 | селищна   | Середнє          |
| Сюртівська                   | сільська  | Сюрте            |
| Холмківська                  | сільська  | Холмок           |
| Вишківська                   | селищна   | Вишково          |
| Горінчівська                 | сільська  | Горінчово        |
| Драгівська                   | сільська  | Драгово          |
| Берегівська                  | міська    | Берегове         |
| Мукачівська                  | міська    | Мукачево         |
| Ужгородська                  | міська    | Ужгород          |
| Хустська                     | міська    | Хуст             |
| Чопська                      | міська    | Чоп              |